# Bernat de Gòtia
Bernat de Gòtia (? - 880) fou marquès de Gòtia (865-878) i comte de Barcelona i de Girona (870-878).

## Orígens familiars
Fill del comte Bernat de Poitiers (mort el 844), net també d'un altre comte Bernat de Poitiers (nomenat el 814) i cosí d'Emenó comte d'Angulema (839-863) que va morir lluitant contra els normands. La seva mare era Bliquilda o Bililda del Maine, filla de Rorgó I comte de Maine i germana del comte de Maine Rorgó II i del canceller reial Gozlí (abat de Saint Germain des Prés). Va ser l'últim comte de Barcelona d'origen franc.

## Política
Després de la fugida d'Humfrid, el 864, i de la mort d'altres rebels, el rei va repartir els seus honors. El 864 Bernat fou restablert com a comte d'Alvèrnia, i Autun fou donat a Bernat Plantapilosa (germà de Guillem de Septimània i fill de Bernat de Septimània) que revoltat al cap de poques setmanes va ser desposseït. Auxerre i Nevers varen ser donats a Robert el Fort que a més va rebre el comtat d'Autun, expropiat a Bernat Plantapilosa, que va poder ocupar el 865. El 865 Tolosa, Llemotges, Pallars i Ribagorça foren donades a Bernat II de Tolosa fill del difunt comte Ramon I de Roergue; Ermengol comte d'Albí, va rebre el comtat de Roergue; Oliba II, probable fill d'Oliba I i net de Bel·ló de Carcassona, va rebre Carcassona i probablement el Rasès; i Bernat de Gòtia la resta de les possessions (Barcelona, Osona, Rosselló, Narbona, Agde, Besiers, Melguelh i Nimes) a les que alguns pensen que també s'inclou Rasès com a dependència de Narbona.
El jove Carles l'Infant va morir el 29 de setembre del 866 i això va assegurar un xic la tranquil·litat a Aquitània, lo que amb altres morts i el cobriment de les vacants (com Rannoux o Ranulf de Poitou, Landrí de Santonya, Emenó de Perigord i Angulema, Raüll bisbe de Bourges, i Bernat I d'Alvèrnia) van provocar una situació nova. Vulgrí, parent de Carles el Calb, va rebre Angulema, Perigord, Agen i Santonya (Santogne); un altre familiar, Vullfadus, fou nomenat bisbe de Bourges; Effroí, antic lloctinent d'Esteve el cap rebel d'Aquitània del 862 al 864, ara lleial al rei, va rebre Poitou (però va morir poc després); el regne d'Aquitània va ser restaurat amb Lluís el Tartamut (fill de Carles) com a rei però controlat per un consell lleial al rei. A la mort d'Effroí de Poitiers aquest comtat fou donat a Bernat de Gòtia; el Llemotges, deixat vacant per Rannoux o Ranulf, fou donat en part a Bernat II de Tolosa. Autun, vacant per la mort de Robert el Fort, fou retornat a Bernat Plantapilosa, reconciliat amb el rei. Alvèrnia va ser donada a aquest Bernat, gendre del difunt Bernat (potser en nom del fill Garí o Guerí I que va morir poc després).
Bernat va celebrar el juny de 867, un plau (placitum) o assemblea a Narbona, en la que estaven presents dos vassalls reials i diversos jutges, en el que l'abat Bonesind de l'abadia de Sant Tibèri va presentar queixes contra un senyor de nom Attó que havia usurpat a la seva abadia el monestir de Sant Volusià que Carles el Calb li havia concedit, i el lloc de Majan a la diòcesi de Besiers, també donada pel mateix rei; amb els títol de la donació se li va reconèixer la possessió i se li van restituir els béns. El judici té data del 13 de juny del 867. Aquest Ató podia ser vescomte de Besiers (on era Majan) o del Tolosà (on era Sant Volusià).
Cap al 869 va morir Salomó d'Urgell i Cerdanya (i de Conflent) i cap al 870 el comte Otger de Girona i Besalú. Cap al 870 el rei devia assignar aquestos comtats: Girona i Besalú varen tornar a Barcelona, amb la que tradicionalment estaven unides; Cerdanya i Urgell foren donades al fill gran de Sunifred, Guifré I el Pelós; i el Conflent al fill segon Miró el Vell (els altres tres fills Radulf, Sunifred i Riculf no van rebre cap comtat)
El 872 Carles el Calb crea un govern per Aquitània dirigit pel seu cunyat Bosó, compte de Lió i de Viena, al que es donà el comtat de Berry i el títol de cambrer reial i magister ostiariorum, però tenint com adjunts a Bernat de Gòtia i Bernat Plantapilosa d'Autun al que es va donar el comtat d'Alvèrnia (per mort del fill?). Com que Bernat II de Tolosa quedava sense representació se li van donar els comtats de Carcassona i Rasés, dels que fou desposseït Oliba II que es va aliar a Plantapilosa contra Bernat de Tolosa. Poc després Bernat de Tolosa moria assassinat per un vassall de Bernat Plantapilosa (agost del 872) i Oliba II fou restituït en el comtats de Carcassona i Rasés i Plantapilosa va governar Tolosa (amb Rouergue i Carcí) i nominalment Llemotges (que mai va ocupar). Pallars i Ribagorça s'escaparen del seu control, i Ramon I de Pallars i Ribagorça va iniciar el govern independent.
En l'absència de Bernat de Gòtia van arribar a Septimània, a Narbona, uns missus reials; un d'ells era Salomó, que no pot ser el comte Salomó d'Urgell i Cerdanya que ja havia mort. Van fer un placitum el 23 d'abril del 873 davant el castell de Menerba (Minerve); el procurador de l'abat Daniel de Caunes va portar testimonis que l'arquebisbe Frèdol de Narbona, que havia mort poc abans (872) havia contret un deute a favor del monestir i de l'abat Ègica, predecessor de Daniel. Els testimonis van comparèixer dins el temps establert és a dir abans de dos mesos des de la mort de Frèdol, el que demostra que encara era viu el 872. L'arquebisbe Sigebud de Narbona va consagrar el 17 de setembre segurament del 873 l'església de Nostra Senyora de Formiguera, al comtat de Rasès que els comtes Miró el Vell i el seu germà Guifré i els comtes Oliba II i el seu germà Acfred I de Carcassona havien fet construir per la salvació de les seves animes i les dels seus pares i de la que van fer donació tot seguit a l'abat Gulfaric del monestir de Sant Jaume que estava present.
Una carta de l'arquebisbe Hincmar de Reims, escrita vers l'agost del 875 o poc després el comminava a restituir els béns usurpats a l'església de Reims al Berry i l'amenaçava en l'excomunió i l'advertia que ja havia enviat delegats a Roma per demanar l'excomunió al Papa junt amb tots els que usurpessin dominis eclesiàstics i anunciava que enviava altres delegats que havien de sortir amb l'emperador. Si amb aquest es referia a Carles el Calb, el rei i després emperador va sortir cap a Itàlia entre agost i desembre i segurament més aviat cap a l'agost, per tant la carta estaria datada al final de l'estiu o tardor del 875. No podia ser dirigida a Bernat II de Tolosa el Vedell com antigament es pensava, perquè havia mort el 872 i seria a Bernat de Gòtia, cogovernador d'Aquitània.
El desembre del 875 el missus Isembard feia un placitum a Septimània, al comtat del Rosselló, en nom de Bernat que era a Aquitània. En aquesta reunió foren assignades a Audesind, bisbe d'Elna, algunes terres que el comte del país havia usurpat a la seva església; això prova que Bernat exercia jurisdicció a aquest comtat. Potser el placitum fou realment al Conflent on era comte Miró el Vell.
Al començament del 876 Carles el Calb feu una nova reorganització i va donar el govern de Provença i Itàlia a Bosó i el comtat de Berry va passar a Bernat de Gòtia. Un any després morí el comte Ekhard que tenia moltes possessions, i Mâcon i Chaunois s'afegiren als dominis de Bosó (que ja havia deixat Itàlia davant Carloman de Baviera, però conservava Provença (i Viena i Lió). Autun va passar a Bernat de Gòtia. Bernat Plantapilosa no va rebre res perquè el 8 d'octubre del 876 havia estat fet presoner per Lluís el Jove de Germània a la batalla d'Andernach i restava encara engarjolat, però conservava Tolosa i dependències i Alvèrnia.
A finals del 876, havent mort el bisbe Vollfadus l'1 d'abril del 876, va ser nomenat bisbe de Bourges Frotari, designat per Carles. Bernat de Gòtia es va oposar amb les armes a la presa de possessió del nou bisbe, que segurament havia d'actuar de contrapès a la gran autoritat que acumulava Bernat de Gòtia. No va ser una rebel·lió directa contra el rei, però de fet Bernat s'oposava als designis reials.
El 877 es va produir la rebel·lió general: Bosó de Provença (Bosó de Vienne), Hug l'Abat (Hugues l'Abbé) de Nèustria, Bernat Plantapilosa de Tolosa i Alvèrnia i Bernat de Gòtia, Septimània, Berry-Aquitània i Autun es revoltaren. Carles el Calb va morir el 6 d'octubre de 877, però els rebels van continuar contra el seu fill i successor Lluís el Tartamut. Però el bisbe Hincmar de Reims va apartar a Bosó, Plantapilosa i Hug l'Abat de la coalició rebel, a la que restaren Bernat de Gòtia amb el seu germà Emenó, el seu oncle l'abat Goslí de Saint Denis, i l'altre oncle Gausfred del Maine. Lluís el Tartamut fou coronat el 8 de desembre de 877. El rei va aconseguir sotmetre el Maine i els seus aliats, i el Papa va convocar un Concili a Troyes per condemnar a Bernat de Gòtia per la seva actuació contra Frotari bisbe de Bourges i usurpador de béns eclesiàstics. L'11 de setembre del 878 el rei procedí a expropiar a Bernat dels seus honors. Thierry o Teodoric, el cambrer reial va rebre Autun; Plantapilosa el Berry i Septimània; i Guifré I d'Urgell i Cerdanya va rebre Barcelona i Girona, i el seu germà Miró el Vell de Conflent, el Rosselló. Bernat va resistir a Autun fins al 879. Va morir després d'aquesta data sense que se'n coneguin els detalls.